# Dyskografia Ronana Keatinga
Artykuł przedstawia spis singli, albumów, DVD oraz teledysków wchodzących w skład dyskografii irlandzkiego wokalisty Ronana Keatinga.

## Albumy

### Albumy studyjne
| Rok  | Tytuł                                                                                      | Najwyższa pozycja | Najwyższa pozycja | Najwyższa pozycja | Najwyższa pozycja | Najwyższa pozycja | Najwyższa pozycja | Najwyższa pozycja | Najwyższa pozycja | Sprzedaż i certyfikat                                                                                      |
| Rok  | Tytuł                                                                                      | Wielka Brytania   | Niemcy            | Szwajcaria        | Austria           | Szwecja           | Norwegia          | Nowa Zelandia     | Australia         | Sprzedaż i certyfikat                                                                                      |
| ---- | ------------------------------------------------------------------------------------------ | ----------------- | ----------------- | ----------------- | ----------------- | ----------------- | ----------------- | ----------------- | ----------------- | --- |
| 2000 | Ronan - Debiutancki album - Wydany: 31 lipca 2000 - Format: CD, kaseta                     | 1                 | 2                 | 4                 | 10                | 3                 | 1                 | 2                 | 3                 | 4x Platyna (1,2 mln.+) (BPI UK) Platyna (70,000+) (ARIA Australia)                                         |
| 2002 | Destination - Drugi album studyjny - Wydany: 20 maja 2002 - Format: CD, kaseta, SACD       | 1                 | 1                 | 3                 | 2                 | 5                 | 2                 | 1                 | 3                 | 2x Platyna (600,000+) (BPI UK) 2x Platyna (140,000+) (ARIA Australia) Platyna (40,000+) (IFPI Switzerland) |
| 2003 | Turn It On - Trzeci studyjny album - Wydany: 17 listopada 2003 - Format: CD, kaseta        | 21                | 18                | 19                | 45                | 54                | 29                | -                 | 26                | Złoto (35,000+) (ARIA Australia)                                                                           |
| 2004 | 10 Years of Hits - Album Greatest hits - Wydany: 11 października 2004 - Format: CD, kaseta | 1                 | 7                 | 8                 | 13                | 4                 | 3                 | 4                 | 13                | 3x Platyna (900,000+) (BPI UK) Platyna (70,000+) (ARIA Australia)                                          |
| 2006 | Bring You Home - Czwarty studyjny album - Wydany: 5 czerwca 2006 - Format: CD              | 3                 | 7                 | 3                 | 10                | 10                | -                 | -                 | 6                 | Złoto (100,000+) (BPI UK). Platyna (70,000+) (ARIA Australia)                                              |

### Reedycje albumów
- Ronan (re-release) (23 kwietnia 2001) - #6 UK

## Single
| Rok  | Singel                                                      | Wielka Brytania | Irlandia | Australia | Szwecja | Szwajcaria | Austria | Niemcy | Francja | Album                       |
| ---- | ----------------------------------------------------------- | --------------- | -------- | --------- | ------- | ---------- | ------- | ------ | ------- | --------------------------- |
| 1999 | "When You Say Nothing at All"                               | 1               | 1        | 3         | 2       | 4          | 3       | 6      | 41      | Ronan                       |
| 1999 | "These Days" (feat. Brian Kennedy)                          |                 | 4        |           |         |            |         |        |         | Now That I Know What I Want |
| 2000 | "Life Is a Rollercoaster"                                   | 1               | 1        | 6         | 2       | 11         | 6       | 10     | 69      | Ronan                       |
| 2000 | "The Way You Make Me Feel"                                  | 6               | 8        | 27        | -       | 52         | -       | 65     | -       | Ronan                       |
| 2000 | "It's Only Rock 'n' Roll (But I Like It)"                   | -               | -        | -         | -       | -          | -       | -      | -       |                             |
| 2001 | "Lovin' Each Day"                                           | 2               | 4        | 21        | 16      | 26         | 26      | 14     | 56      | Ronan                       |
| 2002 | "If Tomorrow Never Comes"                                   | 1               | 3        | 3         | 4       | 7          | 1       | 5      | 9       | Destination                 |
| 2002 | "I Love It When We Do"                                      | 5               | 12       | 32        | 49      | 41         | 42      | 56     | -       | Destination                 |
| 2002 | "Je T'aime Plus Que Tout" (feat. Cecilia Cara)Tylko Francja | -               | -        | -         | -       | -          | -       | -      | 11      | Destination                 |
| 2002 | "Love Won't Work (If We Don't Try)"                         | -               | -        | -         | -       | -          | -       | -      | -       | Destination                 |
| 2002 | "We've Got Tonight" (feat. Lulu/Jeanette Biedermann)        | 4               | 10       | 12        | 25      | 25         | 6       | 7      | -       | Destination                 |
| 2003 | "The Long Goodbye"                                          | 3               | 10       | 49        |         | 70         | 45      | 44     | -       | Destination                 |
| 2003 | "Lost for Words"                                            | 9               | 23       | -         | 48      | 44         | 70      | 49     | -       | Turn It On                  |
| 2004 | "She Believes (In Me)"                                      | 2               | 17       | 33        | 53      | -          | 30      | 22     | -       | Turn It On                  |
| 2004 | "Last Thing on My Mind" (Feat LeAnn Rimes)                  | 5               | 10       | -         |         | 44         | 33      | 50     | -       | Turn It On                  |
| 2004 | "I Hope You Dance"                                          | 2               | 4        | -         | -       | 49         | -       | 52     | -       | 10 Years of Hits            |
| 2004 | "Father and Son" (feat. Yusuf Islam)                        | 2               | 16       | -         | 37      | 41         | 41      | 27     | -       | 10 Years of Hits            |
| 2005 | "Baby Can I Hold You" Wydane poza UK                        | -               | -        | -         | -       | -          | -       | 42     | -       | 10 Years of Hits            |
| 2006 | "All Over Again" (feat. Kate Rusby; tylko UK)               | 6               | 11       | -         | -       | -          | -       | -      | -       | Bring You Home              |
| 2006 | "Iris"                                                      | 15              | 30       | -         | -       | 29         | 22      | 29     | -       | Bring You Home              |
| 2006 | "This I Promise You"                                        | 195             | -        | -         | -       | -          | -       | -      | -       | Bring You Home              |

- - singel nie notowany/nie wydany w danym kraju.

## DVD
- Ronan Live: Destination Wembley '02 (2002)
- Ronan Live from the Royal Albert Hall (2000)